# Julie Vinter Hansen
Julie Marie Vinter Hansen (20 de julio de 1890 - 27 de julio de 1960) fue una astrónoma danesa.

## Vida

### Primeros años
Vinter Hansen nació en Copenhague, Dinamarca.

### Educación
Mientras estudiaba en la Universidad de Copenhague, fue nombrada computadora en el observatorio de la Universidad en 1915. En la era pre-electrónica, lascomputadoras eran humanos que hacían cálculos a mano en la dirección de los astrónomos. Fue la primera mujer en obtener este puesto en la Universidad. Más tarde, fue asistente del observatorio y, en 1922, observadora.

## Carrera

### Editora de Nordic Astronomy Review
Fue una trabajadora muy enérgica, quien, junto con su trabajo normal de observar y realizar reducciones matemáticas de observaciones, tomó la tarea de editar el Nordisk Astronomisk Tidsskrift (Nordic Astronomy Review).

### Unión Astronómica Internacional
Más tarde, se convirtió en Directora de la Oficina de telegramas de la Unión Astronómica Internacional y Editora de sus circulares.

### Trabajo como astrónoma en la Universidad de Copenhague
Para 1939, Vinter Hansen era la Primera Astrónoma en el Observatorio de la Universidad de Copenhague, ampliamente conocido por su cálculo preciso de las órbitas de los planetoides y cometas.

### Premio Tagea Brandt Rejselegat
En 1939, recibió el Tagea Brandt Rejselegat (premio de viaje), dado a mujeres que han hecho grandes contribuciones en las artes y las ciencias. Con el dinero del premio (10.000 coronas danesas o unos 140,000 en euros actualmente) realizó un tour por los Estados Unidos y Japón. En su viaje de regreso en 1940, el estallido de la Segunda Guerra Mundial restringió su viaje de regreso a casa.

### Trabajo en la Universidad de California
Recibió la Beca Martin Kellogg por la Universidad de California la cual le permitió trabajar por un tiempo en los Estados Unidos. También en 1940, fue premiada con el Premio Annie Jump Cannon en Astronomía.

### Regreso a Dinamarca
Vinter Hansen fue nombrada Caballero de la Orden de Dannebrog y continuó su carrera en la Universidad de Copenhague hasta 1960.

## Muerte
Falleció en 1960 a consecuencia de una insuficiencia cardíaca días después de su jubilación, en su lugar de vacaciones, el pueblo en las montañas suizas de Mürren, y fue enterrada en Copenhague. El planetoide 1544 Vinterhansenia, descubierto por la astrónoma finlandesa Liisi Oterma en los años 1940, fue nombrado en su honor.

## Premios
- Premio Tagea Brandt Rejselegat.
- Beca Martin Kellogg
- Caballero de la Orden de Dannebrog